# Szen no Rikjú
Szen no Rikjú (千利休) (Szakai, Oszaka prefektúra, 1522 – Kiotó, Kiotó prefektúra, 1591. április 21.) japán teamester, akit a csanoju legkiemelkedőbb alakjaként tartanak számon. A ceremónia természetes, nemes egyszerűségére, a közvetlen cselekvés fontosságára és a ceremónián résztvevőktől elvárt őszinteségre nagy hangsúlyt fektetett. A Szengoku-időszak, valamint az Azucsi–Momojama-időszak óta, ezek a szempontok a teaszertartásban továbbra is alapvetőek. 
Három iemoto (sōke),„ház” származik Rikjútól: az Omoteszenke, Uraszenke, Musakódzsiszenke, mind a három a mai napig elkötelezetten élteti a hagyományokat.

## Ifjúkora
Rikjú Szakai városban született, a mai Ószaka prefektúrában. Apja Tanaka Johei(田中与兵衛) kereskedő volt, aki életében szintén felvette a Sen családnevet. Anyja Gessin Mjócsin (月岑妙珎). Gyermekkori neve Yoshiro.
Sakai városában Kitamuki Dócsin alatt tanulta a „tea útját” (茶道), 19 éves korában Takeno Dzsó tanítványa lett, akit Rikjú mellett szintén a japán „vabi” esztétika nagy mestereként tartanak számon. Dairin Sótó (1480–1568), rinzai szerzetestől kapott avatást, buddhista neve Sóeki (宗易), a kiotói Daitokudzsi templomban gyakorolt zent. 21 éves korában feleségül vette Hóshin Mjódzsut (–1577). Fiatal éveiről kevés forrás áll rendelkezésre.

## Időskora
1579-ben, 58 évesen Oda Nobunaga teamesterévé vált, majd Nobunaga 1582-ben bekövetkezett halála után Tojotomi Hidejosi vált tanítványává. Kapcsolata Hidejosival igen bizalmas volt, nagy hatást gyakorolt az uralkodó döntéseire, illetve az udvar kulturális életére. 1585-ben, amikor Hidejosi a császári udvarban tartott teaszertartást Ógimacsi császárnak, Rikjú is közreműködött. Ezen alkalomból a császártól kapott új neve Rikjú Kodzsi (利休居士). Hidejosi másik jelentős teaszertartásán is részt vett, a nagy Kitano Tenman-gú-ban tartott Kitano Ócsanoju-n 1589-ben, ahová az ország minden tájáról érkeztek vendégek.
Későbbi éveiben kezdett el nagyon szűkös, „rusztikus” teaszobákat, úgynevezett „sóan”-okat használni, ami a korábban megszokottól eltérően csak két tataminyi alapterületű volt. Jó példa a jamazakii Mjókian templomban található teaszoba, amely a mai napig látogatható, és japán nemzeti kincseként tartják számon. A teaceremóniát apró részletekkel egészítette ki: vázákkal, virágokkal, egyszerűbb bambuszeszközökkel.
A Raku teáscsészék is ebben a korszakban terjedtek el, a cserépkészítő Raku Csódzsiró és Rikjú közreműködésének gyümölcseként. Rikjú a vabi-szabit részesítette előnyben, szemben a korban divatos drága kínai eredetű termékekkel. Rikjú a vabi-szabi egyszerű, természetes esztétikáját építette be a teaceremónia világába.
Rikjúnak több gyermeke is született, fia Szen Dóan és lánya Okame. Lánya Rikjú második feleségének (szintén első férjétől született) fiához, Szen Sóanhoz ment hozzá. A rendkívül bonyolult körülmények következtében nem Rikjú vér szerinti fiát, Dóant, hanem Sóant tartják számon a Sen-családi tradíció továbbörökítőjének.
Rikyú vereskeket is írt, illetve ikebanát is gyakorolt.
Egyik kedvenc kertje a kiotói Csisaku-in volt.

## Halála
Bár Rikjú Hidejosi egyik legközelebbi bizalmasa volt, nézeteltéréseik miatt Hidejosi riutális öngyilkosságra, szeppukura ítélte a 70 éves Rikjút. Bár Hidejosi inditékai talán sosem lesznek tökéletesen tisztázottak, az esemény körülményeiről annyit tudunk, hogy Hidejosi kiotói Dzsurakudai villájában, 1591. április 21-én történt.
Okakura Kakuzó Teáskönyv c. művében arról ír, hogy Rikjú halála előtti utolsó cselekedete is egy előkelő teaceremónia lebonyolítása volt. Miután kiszolgálta az összes vendéget, bemutatta teás eszközeit, illetve egy kakemonót, amit Okakura így jellemez: „egy ősi szerzetes csodálatos írása a földi dolgok mulandóságáról”.
Rikjú emlékét ma szinte minden japán teaceremónia-ház tiszteli.

## Fordítás
- Ez a szócikk részben vagy egészben  a   Sen no Rikyū című angol Wikipédia-szócikk ezen változatának fordításán alapul.  Az eredeti cikk szerkesztőit annak laptörténete sorolja fel. Ez a jelzés csupán a megfogalmazás eredetét és a szerzői jogokat jelzi, nem szolgál a cikkben szereplő információk forrásmegjelöléseként.